# Xoanodera striata
Xoanodera striata es una especie de escarabajo longicornio del género Xoanodera, tribu Cerambycini, subfamilia Cerambycinae. Fue descrita científicamente por Gressitt y Rondon en 1970.

## Descripción
Mide 21-26 milímetros de longitud.

## Distribución
Se distribuye por Laos, Malasia, Tailandia y Vietnam.